# 偰循
偰 循（せつ じゅん、? - 1435年）は、ウイグル族出身の李氏朝鮮の文官。高祖父は慶州偰氏の始祖偰文質。父は高麗の恭愍王のときに文科に及第した偰慶寿。偰循は、朝鮮の太宗の時代に文科に及第し、世宗の時代に集賢殿副提学を務めた。伯父の偰長寿は、恭愍王11年に文科に及第、判三司事を務めた。叔父の偰眉寿も、恭愍王の時代に文科に及第し、朝鮮時代に礼曹判書を務めた。

## 家族
- 高祖父：偰文質
- 曾祖父：偰哲篤
- 祖父：偰遜
- 父：偰慶寿
- 伯父：偰長寿
- 叔父：偰眉寿